# David Frank
David Frank é um produtor musical dos Estados Unidos. Ganhou notoriedade ao produzir a canção "Genie in a Bottle" de Christina Aguilera.